# Bowringia discolor
Bowringia discolor là một loài thực vật có hoa trong họ Đậu. Loài này được J.B.Hall mô tả khoa học đầu tiên.